# Klinikum Hochsauerland

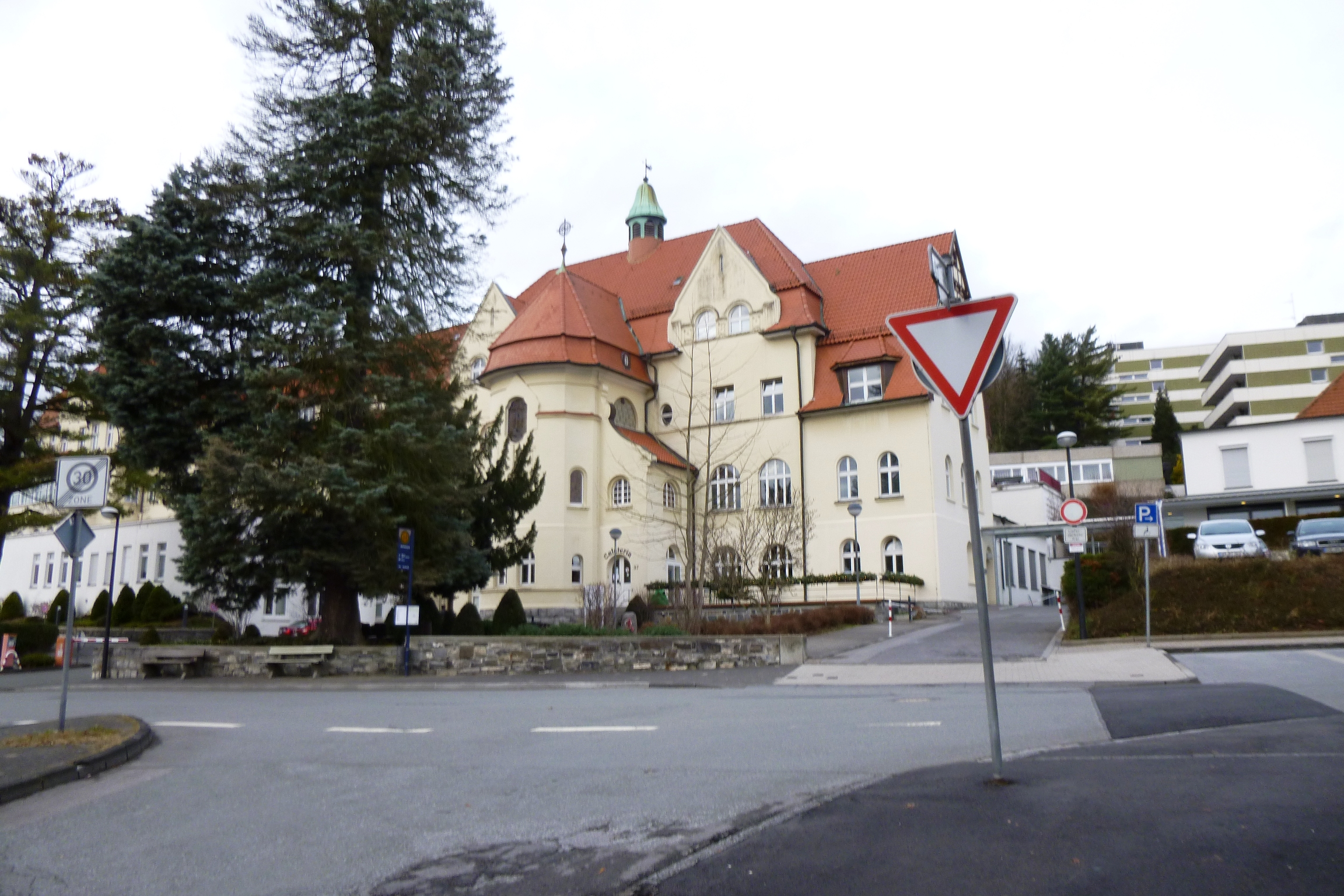
Ehem. Marienhospital Arnsberg

Das Klinikum Hochsauerland früher Klinikum Arnsberg ist eine deutsche Krankenhausgruppe. Von 2017 bis 2019 erwarb die Alexianer GmbH die Mehrheit am Klinikum Hochsauerland.
Das Klinikum entstand 2011 durch die Fusion der drei Krankenhäuser der Stadt Arnsberg in Alt-Arnsberg, Neheim und Hüsten zum Klinikum Arnsberg. Im Jahr 2017 kam das Haus in Meschede hinzu. Seit 2018 firmiert das Verbundkrankenhaus als Klinikum Hochsauerland. Zur Gruppe zählen das Karolinenhospital Arnsberg-Hüsten, Johanneshospital Arnsberg-Neheim, das St. Walburga-Krankenhaus Meschede sowie bis zur Einstellung des Krankenhausbetriebes im August 2023 das Marienhospital in Alt-Arnsberg.
Insgesamt bestehen 964 Betten. Ferner werden zwei Medizinische Versorgungszentren, zwei Bildungsstätten für Pflegeberufe, eine Servicegesellschaft und ein Pflegezentrum mit Altenpflegeheim und Kurzzeitpflege (80 Plätze) sowie mit einer Tagespflege (12 Plätze) betrieben. Pro Jahr werden etwa 41.000 Patienten stationär und über 65.000 Patienten ambulant behandelt. Das Klinikum Hochsauerland beschäftigt über 2.300 Mitarbeiter. Es ist Akademisches Lehrkrankenhaus der Westfälischen Wilhelms-Universität Münster.
Am Standort Hüsten entstand bis zum Bauabschluss 2023 gefördert vom Land Nordrhein-Westfalen ein neues Notfall- und Intensivzentrum mit dreizehn auf die Notfallmedizin spezialisierte Fachabteilungen und eine Intensivstation mit 50 Intensivbetten. Mit der Konzentration  der Notfall- und Intensivmedizin in Hüsten erreicht das Klinikum den gesetzlich definierten Status einer „umfassenden Notfallversorgung (Maximalversorger-Standard).“